# Berliner Stadtmission
Die Berliner Stadtmission ist ein selbständiger Verein unter dem Dach der Evangelischen Kirche Berlin-Brandenburg-schlesische Oberlausitz. Er wurde 1877 als Hilfeorganisation gegründet und besteht trotz aller politischen und staatlichen Änderungen und Entwicklungen auch noch im 21. Jahrhundert.

## Organisation und Struktur
Als freies Werk in der Evangelischen Kirche Berlin-Brandenburg-schlesische Oberlausitz und Mitglied im Diakonischen Werk Berlin-Brandenburg-schlesische Oberlausitz ist die Berliner Stadtmission rechtlich eigenständig und besteht als Verein mit mehreren Tochtergesellschaften. Stadtmissionsdirektor (theologischer Vorstand) war bis 31. Dezember 2019 Pfarrer Joachim Lenz, kaufmännische Vorständin ist Dragana Duric.
Neuer Theologischer Vorstand der Berliner Stadtmission ist seit 1. April 2020 Christian Ceconi, der bis dahin Pastor in der evangelischen Martin-Luther-Kirche Toronto war. Er promovierte 2013 an der Universität Göttingen mit einer kirchentheoretischen Reflexion über die Kirchliche Personalführung am Beispiel der Jahresgespräche.
Die Berliner Stadtmission, die sich aus etwa 1000 haupt- und 1.500 ehrenamtlichen Mitarbeitern zusammensetzt, leistet mit 42 diakonischen Einrichtungen an über 70 Standorten missionarische und diakonische Großstadtarbeit und will besonders Menschen am Rand unserer Gesellschaft helfen. Sie finanziert sich überwiegend aus öffentlichen Zuschüssen und Spenden. Ende 2005 wurde zusätzlich eine Stiftung, die Förderstiftung Berliner Stadtmission, gegründet. Seit 2018 unterstützt sie die Housing First Berlin, um Obdachlosen eine interessante Alternative zur Notunterkunft zu bieten.
Die Gründer der Berliner Stadtmission wählten im Jahre 1877 aus der Bibel den Vers Jeremia 29,7 aus dem Alten Testament als Leitwort: „Suchet der Stadt Bestes und betet für sie zum Herrn.“ Die drei Arbeitsbereiche der Berliner Stadtmission sind: Mission, Diakonie und Begegnung.
Die Berliner Stadtmission ist Mitglied der Arbeitsgemeinschaft Missionarische Dienste der EKD und in der Arbeitsgemeinschaft Europäischer Stadtmissionen sowie im Weltverband der Stadtmissionen City Mission World Association/CMWA.

## Geschichte

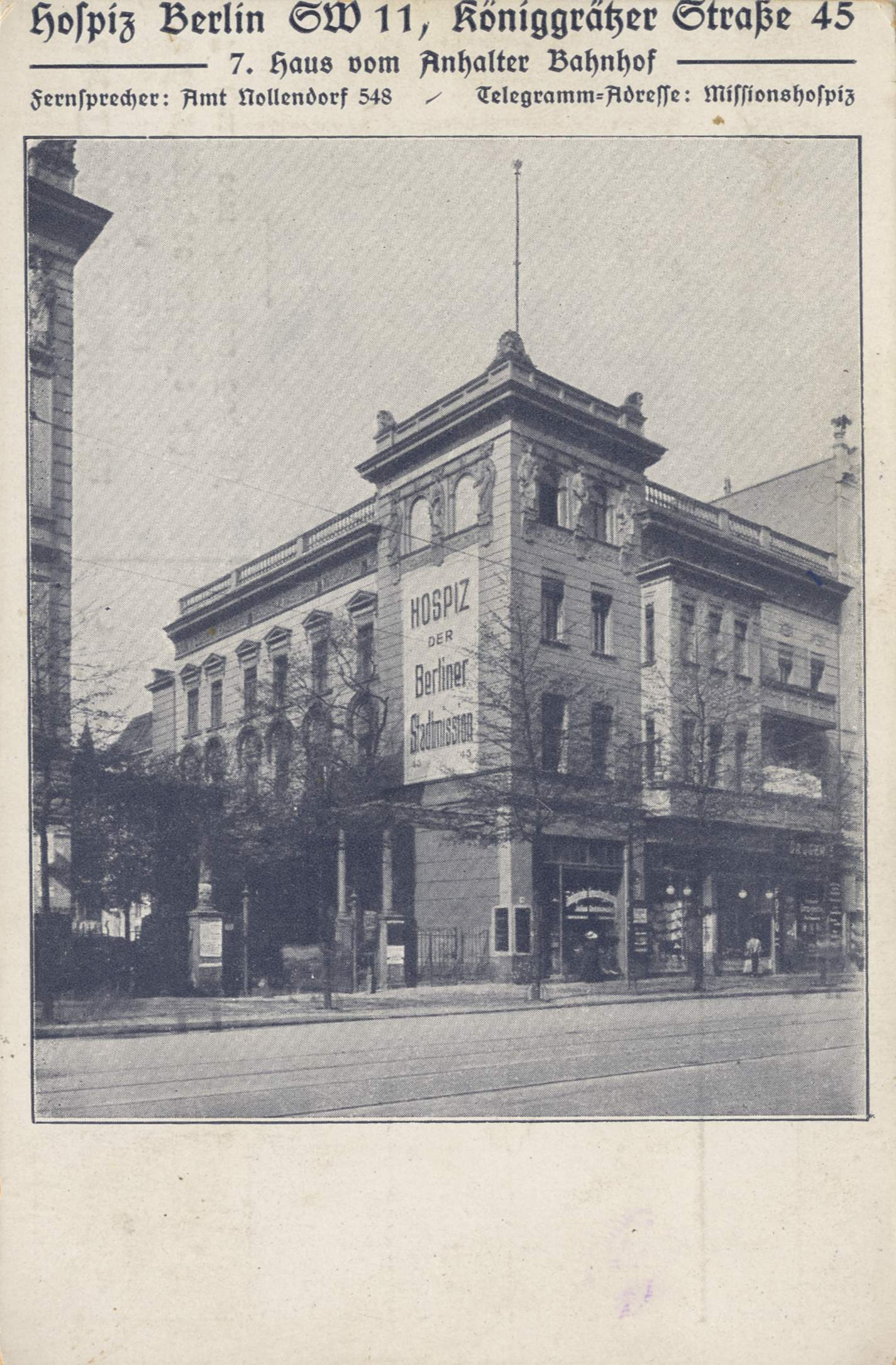
Hospiz der Berliner Stadtmission, Postkarte um 1900

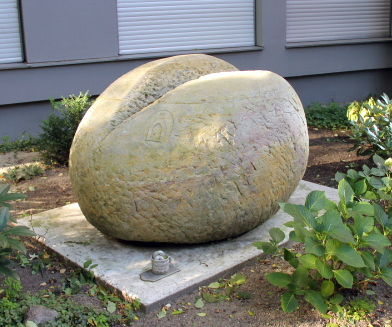
Schrippenkirche, Ackerstraße 137, in Berlin-Gesundbrunnen

### Ende des 19. Jahrhunderts
Am 9. März 1877 gründete der Hof- und Domprediger und spätere Antisemit Adolf Stoecker auf Anregung des evangelischen Berliner Generalsuperintendenten und geistlichen Leiters in Berlin Bruno Brückner den Verein für Berliner Stadtmission unter Einbeziehung der vom Berliner Johannisstift seit 1858 und von Brückner 1874 angestellten Stadtmissionare. Die vereinigte Berliner Stadtmission entstand juristisch als Verein alter Ordnung. Durch Allerhöchste Kabinetts-Order (A.K.O.) vom 16. November 1891 wurden dem Verein für Berliner Stadtmission die Rechte einer juristischen Person verliehen und er ist von jeher gemeinnützig. Der Verein hatte unter Leitung von Stoecker ursprünglich eine vehement antisozialistische und antisemitische Ausrichtung, sodass es zum politischen Eklat kam, als sich Prinz Wilhelm, der nur ein Jahr darauf Deutscher Kaiser wurde (Wilhelm II.), für die Zwecke des Vereins einspannen ließ. Einer der frühen Mitarbeiter der Berliner Stadtmission war der Pfarrer und Schriftsteller Ernst Evers (* 1844; † 1921), der ab 1888 in der Hauptstadt Berlin lebte und die einstige Verlags-Buchhandlung der Stadtmission und mehrere ihrer Zeitschriften leitete.
Di Berliner Stadtmission entstand aus zwei Zweigen, deren einer bereits im Jahre 1859 entstand und der andere 1874, um durch „freie Liebesarbeit“ kirchliche Hilfe zu Leisten.
In vielen deutschen Städten gründeten sich in dieser Zeit Stadtmissionen mit der Aufgabe der „Inneren Mission“, die auf Johann Hinrich Wichern zurückgeht. Die Entfremdung der Bevölkerung Berlins von Glauben und Kirche war in den 70er Jahren des 19. Jahrhunderts weit vorangeschritten. Die Berliner Stadtmission konzentrierte sich anfänglich auf die Sonntagsschulen, um über die Kinder auch die Eltern zu erreichen. Durch die starke Zuwanderung verschlechterten sich jedoch die sozialen Bedingungen in der Reichshauptstadt. Die Massen lebten elend in riesigen Mietskasernen, staatliche soziale Einrichtungen gab es noch nicht. Schon bald wurden die Arbeitsbereiche der Berliner Stadtmission vielfältiger. Über die Sonntagsschulen hinaus gab es Männer- und Frauenvereine, Besuchsdienste bei Familien, Kranken und Gefangenen, Armenpflege, Straffälligenhilfe und Asyle.

### Anfang des 20. Jahrhunderts

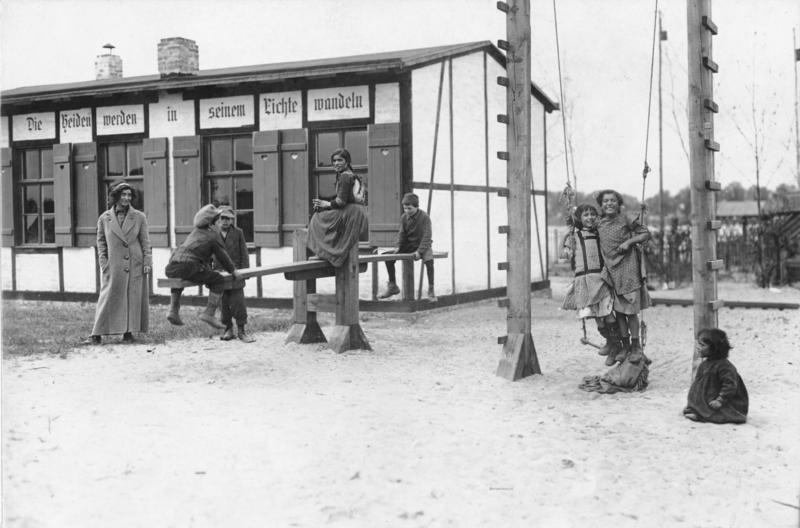
Zigeunermission der Berliner Stadtmission mit dem von Frieda Zeller-Plinzner beschriebenen Bibelspruch: „Die Heiden werden in seinem Lichte wandeln“ (1913)

Die Berliner Stadtmission gründete Heime im Umland von Berlin (Telz, Gussow, Bestensee), wohin die Mitarbeiter mit oft einsamen Arbeitern Ausflüge machten.
Seit ihren Anfangstagen ist die Berliner Stadtmission dicht an der Situation der Menschen und verbindet die Aspekte Mission und Diakonie, ohne dass sie den Menschen, um die sie sich bemüht, einen Zugang zum christlichen Glauben abverlangt. So erhielt in der Schrippenkirche im 19. Jh. jeder Besucher vor dem sonntäglichen Kirchenbesuch zwei Schrippen zum Verzehr. Diese Initiative war Vorläufer der heutigen Kältehilfe. Seit 1917 stand Wilhelm Philipps an der Spitze der Berliner Stadtmission. Er sah bereits den Dienst in der Berliner Stadtmission stets als Dienst an der evangelischen Kirche an. Noch in seinem letzten Lebensjahr 1932/33 wirkte Philipps unermüdlich für die Gründung von Stadtmissionsgemeinden, zu seiner Zeit „Missionsstationen“ genannt, in den von der Siedlungstätigkeit besonders stark berührten Gebieten der Großstadt Berlin. Die Stadtmission betrieb ab 1911 auch „Zigeunermission“, deren prominenteste Vertreterin Frieda Zeller-Plinzner war.
Zur Zeit der Weimarer Republik arbeitete hier der spätere Märtyrer Paul Schneider vom 1. November 1923 bis zum 15. September 1924 unter Anleitung des Pfarrers und Missionsinspektors Erich Schnepel vor allem im Berliner Osten, um zusammen mit anderen Pfarramts-Kandidaten die praktische Arbeit eines christlich-sozial engagierten Glaubenswerkes kennenzulernen.

### Im und nach dem Zweiten Weltkrieg
Unter den Pfarrern der Bekennenden Kirche, Stadtmissionsdirektor Walter Thieme (* 18. November 1878; † 27. April 1945) und Hans Dannenbaum, Missionsinspektor sowie Stadtmissionsdirektor (von 1945 bis 1947) wuchs die Stadtmission bis zum Beginn des Zweiten Weltkrieges auf eine danach nicht wieder erreichte Größe. In Kreuzberg gab es ein Stadtmissionszentrum „Am Johannistisch“, unter dessen Dach sich neben einem Versammlungssaal und einem Buchladen auch ein eigener Verlag befand. Dieses Stadtmissionszentrum wurde am 29. Januar 1944 durch die Bombardierungen komplett zerstört.
Die Stadtmission pachtete nach Kriegsende vom Berliner Finanzamt für Liegenschaften die ehemalige evangelische Garnisonskirche am Gardepionierplatz im Ortsteil Kreuzberg, die nach der Umbenennung des Platzes am 31. Juli 1947 als Kirche am Südstern bezeichnet und bis 1970 von ihr genutzt wurde.
1947 wurde die Predigerschule Paulinum gegründet. Pfarrer Erich Schnepel (* 1893; † 1986), der seit 1919 Missionsinspektor für den Berliner Osten war und später zugleich Stellvertretender Vorsitzender der Berliner Stadtmission, hielt nach seiner Entlassung aus amerikanischer Kriegsgefangenschaft im Herbst 1945 von seiner alten Heimat Hessen aus, insbesondere von seiner Pfarrstelle in der Kirchengemeinde Großalmerode, enge Kontakte zu seinem ehemaligen Berliner Wirkungskreis vor dem Zweiten Weltkrieg, worüber er u. a. die Briefe aus dem Berliner Osten und aus Grossalmerode: Vom Ringen der Gemeinde Jesu Christi in der Gegenwart und Ein Leben im 20. Jahrhundert. veröffentlichte.

### Nach dem Mauerbau
In der Zeit der Teilung der Stadt entwickelten sich die Stadtmissionen in Ost-Berlin und in West-Berlin weiter. Die Geschäftsstelle der Ost-Berliner Stadtmission befand sich in der Treptower Isingstraße, die Geschäftsstelle der West-Berliner Stadtmission in der Neuköllner Lenaustraße. Leiter war von 1961 bis 1972 Heinrich Giesen. Zwischen den Pfarrern der Gemeinden bestanden rege Verbindungen in Bezug auf Arbeit und Glauben.
Ab 1963 arbeitete Tietsch ehrenamtlich im Vorstand der Berliner Stadtmission im Berliner Osten mit und seit 1967 hatte er den Vorsitz inne. Max König (* 26. März 1900), der damalige Leiter der Stadtmission in Ost-Berlin, hatte ihn für die Mitarbeit gewonnen.

### Nach dem Mauerfall
Nach dem Fall der Mauer im Jahre 1989 und der Wiedervereinigung schlossen sich die beiden 28 Jahre lang getrennten Teile zusammen und die Berliner Stadtmission stellte sich den neuen Herausforderungen eines sich neu gestaltenden Berlin. Es wurde ein gemeinsamer Vorstand gebildet, dem u. a. der ehemalige Leiter (1970–1981) der theologischen Ausbildungsstätte in Berlin „Paulinum“ Pfarrer Anselm Tietsch (* 25. Februar 1916, † 21. September 2015) bis 1995 angehörte.
Langsam aber stetig stieg die Zahl der Einrichtungen, der haupt- und ehrenamtlichen Mitarbeiter. Stadtmissionsdirektor war ab 1989 Pfarrer Hans-Georg Filker. Ihm folgte 2015 Pfarrer Joachim Lenz. Neuer Theologischer Vorstand ist seit 1. April 2020 Christian Ceconi.

### Seit den späten 1990er Jahren
Neben den Gottesdiensten in ihren 19 Gemeinden (z. B. der 1999 von Alexander Garth gegründeten Jungen Kirche Berlin) und missionarischen Projekten ist die Berliner Stadtmission bekannt für ihre Gottesdienste an ungewöhnlichen Orten, so z. B. feiert sie während der Sommermonate regelmäßig Schiffsgottesdienste. Ende 2005 gründete die Berliner Stadtmission eine Stiftung mit dem Zweck, die Arbeit der Stadtmission zu unterstützen. Seitdem sucht die Stadtmission neben Spendern auch Stifter, die ihr Geld mit einem gewissen Ewigkeitswert für einen guten Zweck anlegen wollen. Die Berliner Stadtmission engagiert sich in der Weltarbeitsgemeinschaft der Stadtmissionen und hält engen Kontakt zu anderen deutschen Stadtmissionen sowie Stadtmissionen in Europa, Asien, Afrika und Amerika. Im Jahr 2007 feierte die Berliner Stadtmission ihren 130. Geburtstag.
Ebenfalls 2007 erwarb die Stadtmission den Zingsthof, ein Erholungs- und Rüstzeitheim im Seeheilbad Zingst an der Ostsee. Im Sommer 2015 startete die Stadtmission das Projekt Refugio, ein Wohnprojekt zur Integration von Geflüchteten, das in einem sechsstöckigen Haus in Berlin-Neukölln untergebracht ist.

## Zentrum am Hauptbahnhof (Zentrum Lehrter Straße)
Im Jahre 2002 bekam die Berliner Stadtmission vom Berliner Bezirk Mitte ein bebautes Gelände in der Lehrter Straße am Berliner Hauptbahnhof zur Nutzung und zum Kauf angeboten. Das Projekt Zentrum am Hauptbahnhof (Zentrum Lehrter Straße) der Berliner Stadtmission startete.
Das 20.000 m² große Gelände liegt zwischen dem Fritz-Schloß-Park und dem Hauptbahnhof. Im Zentrum am Hauptbahnhof (Zentrum Lehrter Straße) sind die traditionellen Stadtmissionsarbeitsbereiche Mission, Diakonie und Begegnung miteinander verflochten.

## Periodika
- Panorama (seit 1992)
- Newsletter Zentrum am Hauptbahnhof (Zentrum Lehrter Straße)
- Ja – Christsein heute (1971–2006)